# Johanna Westberg
Johanna Westberg, née le 6 avril 1990 à Nacka, est une handballeuse internationale suédoise, qui évolue au poste d'arrière gauche.
Sa sœur jumelle Emelie Nykvist (en) est également une joueuse de handball internationale.

## Palmarès

### En club
compétitions internationales
- demi-finaliste de la coupe EHF en 2016 (avec Randers HK) et 2017 (avec Nykøbing Falster Håndboldklub)

compétitions nationales
- championne du Danemark en 2017 (avec Nykøbing Falster Håndboldklub)
- vainqueur de la coupe du Danemark en 2019 (avec Nykøbing Falster Håndboldklub)